# Microdon aureoscutus
Microdon aureoscutus är en tvåvingeart som beskrevs av Hull 1943. Microdon aureoscutus ingår i släktet myrblomflugor, och familjen blomflugor. Inga underarter finns listade i Catalogue of Life.